# Amelia Lily
Amelia Lily Oliver (Middlesbrough, 16 de outubro de 1994) é uma cantora e compositora inglesa. Sua carreira profissional iniciou-se após sua participação na oitava edição do reality show The X Factor, onde ficou na terceira colocação. Após sua saída do programa, ela assinou um contrato de três álbuns com a gravadora Xenomania, e mais tarde, lançou sua primeira música de trabalho, "You Bring Me Joy", que atingiu a segunda posição na lista das músicas mais vendidas do Reino Unido.

## Carreira musical

### 2012-2013:Be A Fighter
Após Amelia entrar em turnê com outros participantes do The X Factor, foi anunciado que ela havia assinado um contrato no valor de 500.000 libras esterlinas com a gravadora Xenomania, subsidiária da Sony Music. Com um acordo que prevê a gravação de três álbuns, a artista mais tarde revelou que seu disco de estreia apresentava uma gama eclética de gêneros; "Há um pouco de dubstep lá, acredito que vai surpreender as pessoas! O som vem por todo lugar, mas eu acho que a gravação só funcionou porque nós incluímos nele músicas em que eu realmente estava ligada". Em setembro de 2012 foi lançada sua primeira música de trabalho, "You Bring Me Joy", que chegou a ficar no topo dos mais baixados do iTunes do Reino Unido. Em seus primeiros sete dias, o single vendeu mais de 50.000 cópias, atingindo a 2ª posição da UK Singles Chart, que lista as músicas mais vendidas a cada semana em território britânico. Em 10 de outubro do mesmo ano, Amelia revelou que "Shut Up (and Give Me Whatever You Got)" seria lançada como o segundo single do seu futuro disco. Em 2 de novembro, um lyric video da canção foi carregado em sua página no Vevo. A faixa foi lançada oficialmente em 18 de janeiro de 2013, atingindo a 11ª posição na parada britânica. Sua terceira música de trabalho, intitulada "Party Over", foi lançada em 21 de abril. O Be a Fighter tinha uma estreia prevista para o dia 29 de julho de 2013. Entretanto, em 22 de junho, foi anunciado que o álbum havia sido cancelado pela gravadora da intérprete. Após este anúncio, Amelia escreveu em seu Twitter: "A todos os meus Lilys (nome de sua base de fãs), só sei que eu amo vocês do infinito ao além".
Quanto às suas apresentações ao vivo, Amelia foi convidada para realizar os shows de abertura da turnê Ten: The Hits Tour 2013 da girl group britânica Girls Aloud, onde participou dos dias 21 de fevereiro até 20 de março de 2013. Em 28 de fevereiro, ela abriu a apresentação do cantor inglês Olly Murs no INTRO Festival. Amelia também deverá se apresentar no festival Chester Rocks em 16 de junho de 2013, no mesmo dia da cantora Jessie J e da banda Lawson.

## Influências
Amelia cita a cantora estadunidense P!nk como sua maior influência musical e ídolo. Ela também refere-se a Kelly Clarkson, citando a artista como sua heroína durante o The X Factor, quando fez um cover de "Since U Been Gone", canção de Clarkson.

## Vida pessoal
Amelia foi diagnosticada com diabetes mellitus tipo 1 aos três anos de idade. Para manter uma vida saudável, a artista precisa de quatro injeções de insulina por dia, verificar o seu sangue regularmente e manter uma dieta equilibrada. Sua religião é o catolicismo.

## Discografia

### Álbuns de estúdio
| 2014                                                                                         | Be A Fighter - Lançado: 2014 - Gravadora: Xenomania - Formatos: CD, download digital | — | — | — | — | — | — | — | — | — | — | — | : — | - RIAA: — - ABPD: — |
| "—" denota álbuns que não posicionaram nas paradas musicais ou não foram lançados na região. |                                                                                      |   |   |   |   |   |   |   |   |   |   |   |     |                     |

### Singles
| 2012                                                          | "You Bring Me Joy"                       | Be A Fighter | 2  | 21 | 67 | 2  | 8  |
| 2013                                                          | "Shut Up (and Give Me Whatever You Got)" | Be A Fighter | 11 | 63 | —  | 8  | 31 |
| 2013                                                          | "Party Over"                             | Be A Fighter | 40 | —  | —  | 36 | 39 |
| "—" denota canções que não posicionaram nas paradas musicais. |                                          |              |    |    |    |    |    |